# Oxyarcturus spinosus
Oxyarcturus spinosus là một loài chân đều trong họ Antarcturidae. Loài này được Beddard miêu tả khoa học lần đầu tiên vào năm 1886.